# 兰霖
兰霖（？—？），嘉州（今四川乐山地区）人，是一名清朝政治人物。
兰霖曾于1788年接替彭祖瑀任福建永安县知县一职，1789年由孙存礼接任。